# Nederlands voetbalelftal onder 21 (mannen)
Het Nederlands voetbalelftal onder 21, of kortweg Jong Oranje, is het Nederlands mannenvoetbalelftal voor spelers onder de 21 jaar. Als peildatum voor de leeftijd geldt 1 januari van het jaar waarin de kwalificatie van het betreffende toernooi begint. Tot 1977 was de leeftijdsgrens 23 jaar en was Jong Oranje dus het Nederlands voetbalelftal onder 23.
Jong Oranje speelde in het verleden meestal tegen dezelfde tegenstanders als het Nederlands elftal, omdat beide lotingen direct waren gekoppeld. Dit is inmiddels afgeschaft. Het elftal probeert zich te plaatsen voor het tweejaarlijkse EK onder 21 en tijdens het toernooi in het jaar voorafgaand aan de Olympische Spelen kan tevens plaatsing voor die Olympische Spelen worden verdiend. Tot 2007 was deze plaatsing te verdienen op het EK dat in het olympisch jaar werd gehouden.
Van 2013 tot 2014 was Albert Stuivenberg, die Cor Pot na het EK 2013 opvolgde, de trainer van Jong Oranje. Hij vertrok naar Manchester United als assistent van Louis van Gaal. Hij werd opgevolgd door Adrie Koster en daarna door Remy Reijnierse. Van 2018 tot 2023 was Erwin van de Looi bondscoach, die vervolgens werd opgevolgd door Michael Reiziger.

## EK-historie
| Jaar   | Ronde        | GS | W | G | V | DV | DT |
| ------ | ------------ | -- | - | - | - | -- | -- |
| 1972   | Kwartfinale  | 3  | 0 | 2 | 1 | 2  | 4  |
| 1974   | Kwartfinale  | 2  | 1 | 0 | 1 | 3  | 4  |
| 1976   | Halve finale | 4  | 2 | 0 | 2 | 3  | 5  |
| Totaal | 3/3          | 9  | 3 | 2 | 4 | 8  | 13 |

| Jaar   | Ronde               | WG                  | W                   | G                   | V                   | DV                  | DT                  |
| ------ | ------------------- | ------------------- | ------------------- | ------------------- | ------------------- | ------------------- | ------------------- |
| 1978   | Niet deelgenomen    | Niet deelgenomen    | Niet deelgenomen    | Niet deelgenomen    | Niet deelgenomen    | Niet deelgenomen    | Niet deelgenomen    |
| 1980   | Niet gekwalificeerd | Niet gekwalificeerd | Niet gekwalificeerd | Niet gekwalificeerd | Niet gekwalificeerd | Niet gekwalificeerd | Niet gekwalificeerd |
| 1982   | Niet gekwalificeerd | Niet gekwalificeerd | Niet gekwalificeerd | Niet gekwalificeerd | Niet gekwalificeerd | Niet gekwalificeerd | Niet gekwalificeerd |
| 1984   | Niet gekwalificeerd | Niet gekwalificeerd | Niet gekwalificeerd | Niet gekwalificeerd | Niet gekwalificeerd | Niet gekwalificeerd | Niet gekwalificeerd |
| 1986   | Niet gekwalificeerd | Niet gekwalificeerd | Niet gekwalificeerd | Niet gekwalificeerd | Niet gekwalificeerd | Niet gekwalificeerd | Niet gekwalificeerd |
| 1988   | Halve finale        | 4                   | 3                   | 0                   | 1                   | 5                   | 6                   |
| 1990   | Niet gekwalificeerd | Niet gekwalificeerd | Niet gekwalificeerd | Niet gekwalificeerd | Niet gekwalificeerd | Niet gekwalificeerd | Niet gekwalificeerd |
| 1992   | Kwartfinale         | 2                   | 1                   | 0                   | 1                   | 2                   | 2                   |
| 1994   | Niet gekwalificeerd | Niet gekwalificeerd | Niet gekwalificeerd | Niet gekwalificeerd | Niet gekwalificeerd | Niet gekwalificeerd | Niet gekwalificeerd |
| 1996   | Niet gekwalificeerd | Niet gekwalificeerd | Niet gekwalificeerd | Niet gekwalificeerd | Niet gekwalificeerd | Niet gekwalificeerd | Niet gekwalificeerd |
| 1998   | Halve finale        | 2                   | 1                   | 0                   | 1                   | 2                   | 4                   |
| 2000   | 1e ronde            | 3                   | 1                   | 0                   | 2                   | 3                   | 5                   |
| 2002   | Niet gekwalificeerd | Niet gekwalificeerd | Niet gekwalificeerd | Niet gekwalificeerd | Niet gekwalificeerd | Niet gekwalificeerd | Niet gekwalificeerd |
| 2004   | Niet gekwalificeerd | Niet gekwalificeerd | Niet gekwalificeerd | Niet gekwalificeerd | Niet gekwalificeerd | Niet gekwalificeerd | Niet gekwalificeerd |
| 2006   | Winnaar             | 5                   | 2                   | 2                   | 1                   | 8                   | 5                   |
| 2007   | Winnaar             | 5                   | 3                   | 2                   | 0                   | 10                  | 5                   |
| 2009   | Niet gekwalificeerd | Niet gekwalificeerd | Niet gekwalificeerd | Niet gekwalificeerd | Niet gekwalificeerd | Niet gekwalificeerd | Niet gekwalificeerd |
| 2011   | Niet gekwalificeerd | Niet gekwalificeerd | Niet gekwalificeerd | Niet gekwalificeerd | Niet gekwalificeerd | Niet gekwalificeerd | Niet gekwalificeerd |
| 2013   | Halve finale        | 4                   | 2                   | 0                   | 2                   | 8                   | 7                   |
| 2015   | Niet gekwalificeerd | Niet gekwalificeerd | Niet gekwalificeerd | Niet gekwalificeerd | Niet gekwalificeerd | Niet gekwalificeerd | Niet gekwalificeerd |
| 2017   | Niet gekwalificeerd | Niet gekwalificeerd | Niet gekwalificeerd | Niet gekwalificeerd | Niet gekwalificeerd | Niet gekwalificeerd | Niet gekwalificeerd |
| / 2019 | Niet gekwalificeerd | Niet gekwalificeerd | Niet gekwalificeerd | Niet gekwalificeerd | Niet gekwalificeerd | Niet gekwalificeerd | Niet gekwalificeerd |
| / 2021 | Halve finale        | 5                   | 2                   | 2                   | 1                   | 11                  | 6                   |
| / 2023 | 1e ronde            | 3                   | 0                   | 3                   | 0                   | 2                   | 2                   |
| 2025   | Halve finale        | 5                   | 2                   | 1                   | 2                   | 7                   | 6                   |
| Totaal | 10/25               | 38                  | 17                  | 10                  | 11                  | 58                  | 48                  |

### Europese Challenge Cup onder 23
In 1967 stelde de UEFA de Europese Challenge Cup voor landenploegen onder 23 jaar in, de voorloper van het EK onder 21. Bulgarije en de DDR mochten de eerste wedstrijd om de beker spelen, waarna telkens een nieuwe uitdager zou worden geloot om het tegen de titelverdediger op te nemen. Bulgarije won de eerste wedstrijd, en de beker werd tegen Finland en Tsjecho-Slowakije met succes verdedigd. In december 1967 werd Nederland geloot om het tegen de Bulgaren op te nemen. De op 17 april 1968 in Sofia gespeelde wedstrijd eindigde in een 3-1 nederlaag voor Jong Oranje waarmee Bulgarije de beker behield.

### EK 2006
Jong Oranje plaatste zich voor het EK 2006. In de kwalificatie werd Oranje groepswinnaar en in de daaropvolgende play-offs rekende het vervolgens met 0-0 uit en 2-0 thuis af met de leeftijdsgenoten uit Slovenië. De doelpunten werden gemaakt door Klaas-Jan Huntelaar.
Het eindtoernooi werd van 25 mei tot 6 juni in Portugal gehouden. Na een 2-1 nederlaag tegen Jong Oekraïne in de eerste poulewedstrijd en een 1-1 gelijkspel tegen Jong Denemarken in de tweede wedstrijd, moest er van titelverdediger Jong Italië gewonnen worden om een plek in de halve finale te bemachtigen. Dit lukte na een late treffer van invaller Daniël de Ridder (1-0). Hierdoor wachtte vervolgens in de halve finale Jong Frankrijk, een van de favorieten. Na een 2-0-voorsprong in de eerste helft voor Jong Oranje, wist een sterk Jong Frankrijk in de tweede helft langszij te komen: 2-2. In de verlenging slaagde Nicky Hofs er voor Jong Oranje in om de 3-2 aan te tekenen, waarmee Nederland voor het eerst in de geschiedenis in de finale kwam. Hier troffen zij opnieuw Jong Oekraïne. De ruststand was 2-0 in het voordeel van Jong Oranje (beide goals van Klaas-Jan Huntelaar, door een assist van Nicky Hofs, en door een penalty). In de tweede helft werd Jong Oekraïne nog een aantal keren gevaarlijk, maar slaagde het er niet in te scoren. Vijf seconden voor het einde van de officiële speeltijd schoot Nicky Hofs de 3-0 binnen, hetgeen de eindstand werd. Jong Oranje was voor de eerste keer Europees kampioen geworden.
|                                                                   |                                      |       |          | |
| 4 juni 2006                                                       | Nederland                            | 3 – 0 | Oekraïne | Opstelling Nederland: |
| Estádio do Bessa Século XXI, Porto Scheidsrechter: Martin Hansson | Huntelaar 11', 43' (pen.) Hofs 90+4' |       |          | Vermeer, Tiendalli, Vlaar, Luirink, Emanuelson, Aissati (78' Zomer), De Zeeuw, Schaars, Hofs, Huntelaar, Castelen (69' De Ridder) Bondscoach: Foppe de Haan |

### EK 2007
In 2007 werd het eindtoernooi in Nederland gehouden waardoor Jong Oranje geen kwalificatiewedstrijden hoefde te spelen. In de poule won het gastland de eerste twee wedstrijden van respectievelijk Jong Israël (1-0) en Jong Portugal (2-1). De derde wedstrijd tegen Jong België eindigde in een 2-2 gelijkspel. Door deze resultaten werd Jong Oranje eerste in de poule en plaatste zich voor de halve finale. Door de laatste vier te halen plaatste Jong Oranje zich ook voor de Olympische Zomerspelen 2008 in Peking, voor het eerst sinds 1952.
In de halve finale was Jong Engeland de tegenstander. De wedstrijd eindigde na de reguliere speeltijd en na verlenging in een gelijkspel (1-1), waarna penalty's de beslissing moesten brengen. Pas na 32 strafschoppen viel de beslissing.
De finale op 23 juni ging tegen Jong Servië. Jong Oranje won deze wedstrijd ruim met 4-1, waarmee het de titel prolongeerde. Tevens was dit de eerste keer dat een gastland het EK onder 21 had gewonnen.
Het team werd op 18 december 2007 gekozen tot de Nederlandse sportploeg van 2007.
|                                                                       |                                             |       |           | |
| 23 juni 2007                                                          | Nederland                                   | 4 – 1 | Servië    | Opstelling Nederland: |
| Euroborg, Groningen 19.000 toeschouwers Scheidsrechter: Damir Skomina | Bakkal 17' Babel 60' Rigters 67' Bruins 87' |       | 79' Mrdja | Waterman, Zuiverloon, Donk, Kruiswijk, Pieters (89' Jong-A-Pin), De Ridder, Bakkal, Maduro, Drenthe (78' Beerens), Babel, Rigters (69' Bruins) Bondscoach: Foppe de Haan |

## Spelersrecords

### Meeste interlands

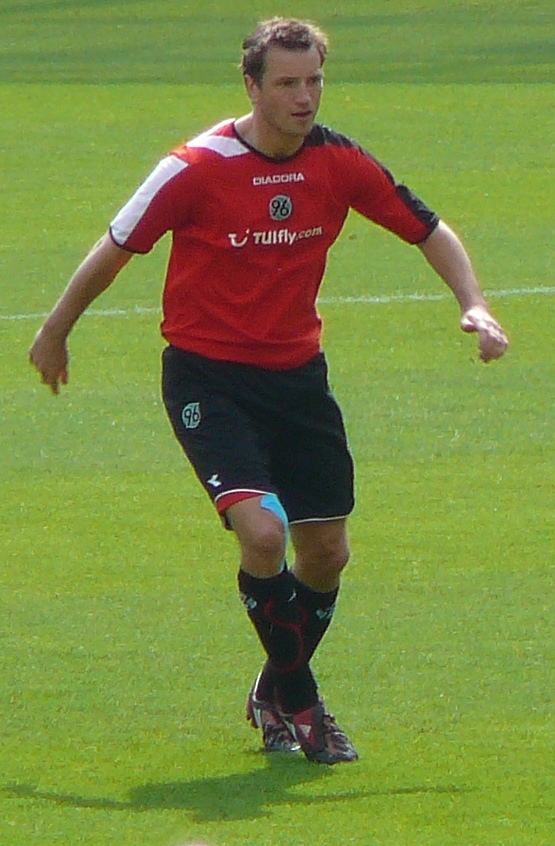
Arnold Bruggink speelde samen met Leroy Fer de meeste interlands voor Jong Oranje

|    | Naam                | Carrière    | Interlands | Doelpunten |
| -- | ------------------- | ----------- | ---------- | ---------- |
| 1  | Arnold Bruggink     | 1995 – 1999 | 31         | 15         |
| 1  | Leroy Fer           | 2009 – 2013 | 31         | 06         |
| 3  | Daniël de Ridder    | 2004 – 2007 | 30         | 02         |
| 4  | Niels Oude Kamphuis | 1996 – 2000 | 28         | 02         |
| 4  | Erik Pieters        | 2007 – 2010 | 28         | 01         |
| 6  | Mark van Bommel     | 1996 – 2000 | 27         | 03         |
| 6  | Roy Makaay          | 1994 – 1998 | 27         | 15         |
| 8  | Kiki Musampa        | 1996 – 2000 | 25         | 08         |
| 8  | Georginio Wijnaldum | 2009 – 2013 | 25         | 10         |
| 10 | Klaas-Jan Huntelaar | 2002 – 2006 | 24         | 018        |
| 10 | Dirk Marcellis      | 2007 – 2010 | 24         | 0          |

Bijgewerkt t/m: 22 juni 2023 

### Meeste doelpunten

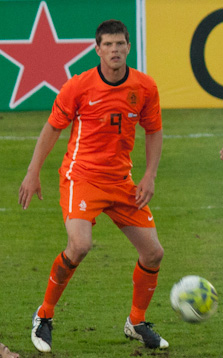
Klaas-Jan Huntelaar maakte voor Jong Oranje de meeste doelpunten

|    | Naam                | Carrière     | Doelpunten | Interlands | Doelpunt/Interland |
| -- | ------------------- | ------------ | ---------- | ---------- | ------------------ |
| 1. | Klaas-Jan Huntelaar | 2002 – 2006  | 18         | 24         | 0,75               |
| 2. | Roy Makaay          | 1994 – 1998  | 15         | 27         | 0,56               |
| 2. | Arnold Bruggink     | 1995 – 1999  | 15         | 31         | 0,48               |
| 4. | Dani de Wit         | 2018 – 2021  | 11         | 17         | 0,65               |
| 4. | Myron Boadu         | 2019 – 2022  | 11         | 17         | 0,65               |
| 6. | Género Zeefuik      | 2011 – 2012  | 10         | 12         | 0,83               |
| 6. | Georginio Wijnaldum | 2009 – 2013  | 10         | 24         | 0,42               |
| 8. | Kaj Sierhuis        | 2018 – 2021  | 9          | 13         | 0,69               |
| 9. | Vincent Janssen     | 2014 – 2015  | 8          | 10         | 0,80               |
| 9. | Brian Brobbey       | 2021 – heden | 8          | 18         | 0,44               |
| 9. | Kiki Musampa        | 1996 – 2000  | 8          | 25         | 0,32               |

Bijgewerkt t/m: 22 juni 2023 

## Huidig team
De volgende 23 spelers zijn door bondscoach Michael Reiziger opgeroepen in de selectie voor de wedstrijden tegen Jong Noord-Macedonië op 5 september 2024 en Jong Georgië op 9 september 2024. 
Interlands en doelpunten bijgewerkt tot en met Jong Oranje - Jong Noord-Macedonië 5-0 (5 september 2024).
| Nr.         | Naam                    | Wed. | Dlpnt. | Club                 |
| ----------- | ----------------------- | ---- | ------ | -------------------- |
| Doel        |                         |      |        |                      |
|             | Rome Jayden Owusu-Oduro | 1    | 0      | AZ                   |
|             | Calvin Raatsie          | 7    | 0      | Excelsior            |
|             | Robin Roefs             | 1    | 0      | N.E.C.               |
| Verdediging |                         |      |        |                      |
|             | Ibrahim Cissoko         | 2    | 0      | Plymouth Argyle      |
|             | Ryan Flamingo           | 5    | 0      | PSV                  |
|             | Tyrese Asante           | 2    | 0      | Maccabi Tel Aviv     |
|             | Youri Baas              | 4    | 0      | Ajax                 |
|             | Finn van Breemen        | 5    | 0      | FC Basel             |
|             | Max Bruns               | 1    | 0      | FC Twente            |
|             | Wouter Goes             | 2    | 0      | AZ                   |
|             | Ian Maatsen             | 18   | 1      | Aston Villa          |
|             | Devyne Rensch           | 15   | 2      | Ajax                 |
|             | Anass Salah-Eddine      | 8    | 0      | FC Twente            |
| Middenveld  |                         |      |        |                      |
|             | Ezechiel Banzuzi        | 0    | 0      | OH Leuven            |
|             | Million Manhoef         | 13   | 6      | Stoke City FC        |
|             | Antoni Milambo          | 1    | 0      | Feyenoord            |
|             | Dirk Proper             | 8    | 1      | N.E.C.               |
|             | Youri Regeer            | 8    | 2      | FC Twente            |
|             | Gjivaj Zechiël          | 0    | 0      | Feyenoord            |
| Aanval      |                         |      |        |                      |
|             | Ruben van Bommel        | 9    | 4      | AZ                   |
|             | Myron van Brederode     | 7    | 1      | AZ                   |
|             | Emanuel Emegha          | 5    | 0      | RC Strasbourg Alsace |
|             | Noah Ohio               | 9    | 6      | FC Utrecht           |

### Staf
| Naam             | Functie        |
| ---------------- | -------------- |
| Technische staf  |                |
| Michael Reiziger | Bondscoach     |
| Leeroy Echteld   | Assistent      |
| Jeffrey Talan    | Assistent      |
| Khalid Benlahsen | Keeperstrainer |

## Bondscoaches
- Han Berger (1998-2000)
- Mark Wotte (2000-2002)
- Cor Pot (2002-2003)
- Ruud Gullit (2003-2004)
- Foppe de Haan (2004-2009)
- Cor Pot (2009-juli 2013)
- Albert Stuivenberg (juli 2013-juli 2014)
- Adrie Koster (juli 2014-oktober 2014)
- Fred Grim (2014-2016)
- Art Langeler (2016-2018)
- Erwin van de Looi (2018-2023)
- Michael Reiziger (2023-heden)

## Interlands
De interlands in de onderstaande tabellen zijn wedstrijden van vriendschappelijke ontmoetingen of toernooien tot ± 12 maanden geleden. Ook de toekomstige interlands van het huidige jaar zijn hier te vinden.
| Datum      | Competitie         | Tegenstander           | Locatie                                   | Uitslag | Doelpuntenmakers                                                                                      |
| ---------- | ------------------ | ---------------------- | ----------------------------------------- | ------- | --- |
| 03-06-2022 | EK-kwalificatie    | Jong Moldavië          | Stadionul Zimbru, Chisinau                | 0 – 3   | 2' Q. Timber 0-1, 17' Brobbey 0-2, 58' Brobbey 0-3                                                    |
| 07-06-2022 | EK-kwalificatie    | Jong Gibraltar         | Yanmar Stadion, Almere                    | 6 – 0   | 46' Van Kaam 1-0, 60' Redan 2-0, 67' Van den Berg 3-0, 68' Boadu 4-0, 74' Brobbey 5-0, 89' Tavsan 6-0 |
| 11-06-2022 | EK-kwalificatie    | Jong Wales             | Parc y Scarlets, Llanelli                 | 0 – 1   | 86' Geertruida 0-1                                                                                    |
| 23-09-2022 | Vriendschappelijk  | Jong België            | King Power At Den Dreef Stadion, Heverlee | 1 – 2   | 14' Brobbey 0-1, 44' Brobbey 0-2, 73' Deman 1-2                                                       |
| 27-09-2022 | Vriendschappelijk  | Jong Roemenië          | CFR Cluj Stadium, Cluj                    | 0 – 0   | |
| 25-03-2023 | Vriendschappelijk  | Jong Noorwegen         | Pinatar Arena, San Pedro Del Pinatar      | 3 - 0   | 3' Tavsan 1-0, 5' Summerville 2-0, 62' Reis 3-0                                                       |
| 27-03-2023 | Vriendschappelijk  | Jong Tsjechië          | Pinatar Arena, San Pedro Del Pinatar      | 1 – 1   | 17' Manhoef 1-0, 77' Sejk 1-1                                                                         |
| 14-06-2023 | Vriendschappelijk  | Japan Olympisch elftal | ERGO Arena, Wiener Neustadt               | 0 – 0   | |
| 21-06-2023 | EK onder 21 - 2023 | Jong België            | Mikheil Meskhi Stadium, Tbilisi           | 0 – 0   | |
| 24-06-2023 | EK onder 21 - 2023 | Jong Portugal          | Mikheil Meskhi Stadium, Tbilisi           | 1 - 1   | 20’ Almeida 1-0, 78’ Brobbey 1-1                                                                      |
| 27-06-2023 | EK onder 21 - 2023 | Jong Georgië           | Boris Paitsjadze, Tbilisi                 | 1 - 1   | 42’ Davitashvili 0-1, 45+6’ Taylor 1-1                                                                |